# Guillaume Faivre
Guillaume Faivre (Bern, 20 februari 1987) is een Zwitsers voetballer die als doelman speelt. In 2020 verruilde hij FC Thun voor BSC Young Boys. 
Faivre begon bij Neuchâtel Xamax dat hem verhuurde aan FC Vaduz en FC Wil. Tussen 2012 en 2020 speelde hij voor FC Thun waarna hij overstapte naar BSC Young Boys. 

## Erelijst
- Liechtensteinse voetbalbeker: 2011